# 武市昌久
武市 昌久（たけいち まさひさ）は、徳島県出身の作曲家、編曲家。神戸大学経済学部卒業。本名・武市正久（読み方は同じ）。

## 略歴
- 幼少時より音楽に才能を発揮し、高校卒業時に、NHKの自作曲公募番組『あなたのメロディー』に自ら応募した楽曲が入選する[1]。

- 大学卒業後は日本コロムビアに勤務[1]。ディレクター志望で洋楽部に配属されるが、編集中心の業務がほとんどであることに疑問を抱き、約2年で退社[1]。

- コロムビア退社後は、竜崎孝路に師事したのち山本正之と知り合い、アレンジを担当した『ひらけ!チューリップ』が大ヒット[1]。その後も山本とコンビを組んで山本作品の編曲を手がけたほか、個人でも本名や「いちひさし」「市 久」といった別名でアニメーション・特撮作品の劇伴制作および主題歌・挿入歌の作曲（編曲）を担当した。

- 最近は、ポップス・アニメソング・演歌の作曲家として活動するほか、ミュージシャンとしてステージにも立っている。

## 仕事

### 音楽担当
- UFO戦士ダイアポロン
- 百獣王ゴライオン
- 銀河パトロールPJ
- 部長刑事（編曲）
- タイムボカン
- ヤッターマン
- 仮面ライダー 8人ライダーVS銀河王 劇伴、菊池俊輔と共作
- 機動戦士ガンダム(劇場版第1作劇伴、渡辺岳夫、松山祐士と共作)

### 作曲・編曲

#### アニメ・特撮
☆は、作曲も手掛けた楽曲。無印は編曲を担当したもの。OP＝主題歌、ED＝副主題歌、IN＝挿入歌。
- タイムボカン（『タイムボカン』OP、歌：山本正之&サカモト児童合唱団）※「市 久」名義
- それゆけガイコッツ（『タイムボカン』ED、歌：ロイヤルナイツ）※同上
- チュク・チュク・チャン（『タイムボカン』IN、歌：山本正之&サカモト児童合唱団）※同上
- 花ごよみ（『タイムボカン』IN、歌：太田淑子&岡本茉利）※同上
- UFO戦士ダイアポロン（『UFO戦士ダイアポロン』OP、歌：子門真人）
- UFO少年団の歌（『UFO戦士ダイアポロン』ED、歌：子門真人withブッシュ・シンガーズ）
- 進めシグコンマシン（『大鉄人17』IN、歌：こおろぎ'73ほか）
- ぼくのサブマシーン（『大鉄人17』IN、歌：こおろぎ'73ほか）
- おれは鉄人ワンセブン（『大鉄人17』IN、歌：水木一郎、こおろぎ'73ほか）
- 僕のワンセブン（『大鉄人17』IN、歌：水木一郎ほか）
- それが始まりだった（『ジャッカー電撃隊』IN、歌：前川陽子）
- ジャッカ-マシンロック（『ジャッカー電撃隊』IN、歌：ささきいさお）
- 輝け!8人ライダー（『仮面ライダー』後期ED、『8人ライダーVS銀河王』OP）※テレビ版は水木一郎、劇場版はささきいさお、コーラスは共にザ・チャープスが歌唱を担当。
- あれは仮面ライダー（『仮面ライダー（新）』IN、歌：水木一郎）
- 花のなかの花（『円卓の騎士物語 燃えろアーサー』ED、歌：堀江美都子ほか）
- がんばれ!宇宙の戦士（『宇宙大帝ゴッドシグマ』OP、歌：ささきいさお・コロムビアゆりかご会ほか）
- レッド・ブルー・イエロー（『宇宙大帝ゴッドシグマ』ED、歌：かおりくみこ・こおろぎ'73ほか
- 心を燃やすあいつ -矢的猛の歌-（『ウルトラマン80』IN、歌：ぬまたこうじ）
- 荒野の呼び声（『荒野の呼び声 吠えろバック』OP、歌：成田賢）
- ぼくらのサンバルカン（『太陽戦隊サンバルカン』IN、歌：串田アキラ・コロムビアゆりかご会・こおろぎ'73）※「いちひさし」名義
- 君はパンサー（『太陽戦隊サンバルカン』IN、歌：水木一郎）※「いちひさし」名義
- 斗え!ゴライオン（『百獣王ゴライオン』OP、歌：水木一郎・コロムビアゆりかご会・こおろぎ'73）※「いちひさし」名義
- 五人でひとつ（『百獣王ゴライオン』ED、歌：水木一郎・こおろぎ'73・フィーリング・フリー）※同上
- ゴライオン数えうた（『百獣王ゴライオン』IN、歌：水木一郎・コロムビアゆりかご会・こおろぎ'73）※同上
- 美しきアルテア（『百獣王ゴライオン』IN、歌：日高美子）※同上
- ゴライオン フォーメーション（『百獣王ゴライオン』IN、歌：水木一郎・コロムビアゆりかご会・こおろぎ'73）☆
- ゴライオン マーチ（『百獣王ゴライオン』IN、歌：水木一郎・コロムビアゆりかご会）☆
- ネズミのブギウギ（『百獣王ゴライオン』IN、歌：こおろぎ'73）☆
- ロボットはっちゃん（『ロボット8ちゃん』前期OP、歌：猪俣裕子ほか）※「いちひさし」名義
- おさえきれない好奇心!（『ロボット8ちゃん』後期OP、歌：松岡洋子ほか）※同上
- 赤い夕陽のバラバラマン（『ロボット8ちゃん』ED、歌：斎藤晴彦&こおろぎ'73）※同上
- さらばやさしき日々よ（『太陽の牙 ダグラム』OP、歌：麻田マモル）
- 風の行方（『太陽の牙 ダグラム』ED、歌：麻田マモルほか）
- LOVE CHASER （『Dr.SLUMP ほよよ! 宇宙大冒険』挿入歌、歌：山田康雄）
- めちゃんこROCK’N ROLL（『Dr.スランプ アラレちゃん んちゃ!ペンギン村はハレのち晴れ』ED、歌：ベター・ハーフ）
- カジカジROCK’N ROLL（『Dr.スランプ アラレちゃん』挿入歌、歌：ベター・ハーフ）
- ペンギン村100°でROCK’N ROLL（『Dr.スランプ アラレちゃん』、歌：ベター・ハーフ）
- ペンギン村はいつもお天気（『Dr.スランプ アラレちゃん』、歌：ベター・ハーフ）
- セクシィーティーチャーブギウギ（『Dr.スランプ アラレちゃん』、歌：ベター・ハーフ）
- あこがれのきのこさん（『Dr.スランプ アラレちゃん』、歌：ベター・ハーフ）
- あこがれのスッパマン（『Dr.スランプ アラレちゃん』挿入歌、歌：ベター・ハーフ）
- 夢みるシンデレラ（『Dr.スランプ アラレちゃん』挿入歌、歌：ベター・ハーフ）
- 愛・Forever（『Dr.スランプ アラレちゃん』挿入歌、歌： 歌：内海賢二、ザ・チャープス）
- ペンギン村の仲間たち（『Dr.スランプ アラレちゃん』、歌：小山茉美、古川登志夫、杉山佳寿子、神保なおみ、向井真理子）
- バイちゃバイちゃまたあした　アレアレアラレちゃん（『Dr.スランプ アラレちゃん』、歌：小山茉美）
- あの子はあさりちゃん（『あさりちゃん』OP、歌：前川陽子）
- 私は女の子（『あさりちゃん』ED、歌：前川陽子&こおろぎ'73）
- パラダイス・ドラキュラ（『ドン・ドラキュラ』OP、歌：内海賢二&こおろぎ'73）
- お父さんは吸血鬼（『ドン・ドラキュラ』ED、歌：新倉よしみ・コロムビアゆりかご会ほか）☆
- Lはラブリー（『The かぼちゃワイン』OP、歌：かおりくみこ）※本曲以下、『〜マシンマン』まですべて「いちひさし」名義
- 青葉春助・ザ・根性（『The かぼちゃワイン』前期ED、歌：古川登志夫ほか）
- Pumpkin Night（『The かぼちゃワイン』後期ED、歌：横沢啓子&古川登志夫）
- バッテンロボ丸（『バッテンロボ丸』OP、歌：曽我町子ほか）
- ぼくらのカリント・ニュータウン（『バッテンロボ丸』ED、歌：山野さと子ほか）
- 光速電神アルベガス（『光速電神アルベガス』OP、歌：Mojo&こおろぎ'73）
- 若さのフォーメーション（『光速電神アルベガス』ED、歌：Mojo）
- 電光アクションマシンマン（『星雲仮面マシンマン』IN、歌：Mojo）
- ボールボーイの歌（『星雲仮面マシンマン』IN、歌：曽我町子&コロムビアゆりかご会）
- OH! チャイルド（『星雲仮面マシンマン』IN、歌：Mojo）
- 走れ! ドルフィン（『星雲仮面マシンマン』IN、歌：こおろぎ'73&コロムビアゆりかご会）
- バビロス号の歌（『宇宙刑事シャイダー』IN、歌：串田アキラ）※「いちひさし」名義
- 瞬転! 夢の戦士（『超人機メタルダー』IN、※作曲のみ）

#### テレビドラマ
- だって花よめですもの（『花よめは16歳』OP、歌：堀江美都子ほか）
- 天使よ聞いて（『花よめは16歳』ED、歌：堀江美都子ほか）
- ハーイ!生徒諸君（『生徒諸君!』OP、歌：山野さと子ほか）
- 悪たれ団へ（『生徒諸君!』ED、歌：山野さと子ほか）
- 野に咲く花のように(『裸の大将放浪記』歌：ダ・カーポ)※1989年シングル以降の音源。1983年シングルバージョンは惣領泰則がアレンジしている。

#### 歌謡曲
- ひらけ!チューリップ（間寛平）
- ヒミコふぃーばぁー/むーんさると和尚さん（三橋美智也）
- おにいちゃん（森昌子）
- 夢ひとつ（長山洋子）
- 花びら心中（長山洋子）
- 花巻の女（長山洋子）
- 白蓮（唐木淳）
- 天国と地獄（三沢あけみ）
- 美しい時代をもう一度（三田明）
- 真っ赤な三日月（北原ミレイ）
- 北国（きた）のリバーサイド（鏡元もとじ）
- 金毘羅一段（長山洋子）
- 追想（水瀬あやこ）
- 府中捕物控/明日からよその人(ALFIE(THE ALFEEの前身))